# Encyrtus cotterelli
Encyrtus cotterelli är en stekelart som beskrevs av James Waterston 1922. Encyrtus cotterelli ingår i släktet Encyrtus och familjen sköldlussteklar.
Artens utbredningsområde är Ghana. Inga underarter finns listade i Catalogue of Life.